# Ільдіко Еньєді
Ільдіко́ Еньє́ді (угор. Enyedi Ildikó; нар. 15 листопада 1955, Будапешт, Угорщина) — угорська кінорежисерка та сценаристка. Володарка головного призу Берлінського кінофестивалю «Золотий ведмідь» (фільм «Тіло і душа», 2017).

## Біографія
Ільдіко Еньєді народилася 15 листопада 1955 року в Будапешті, Угорщина, в сім'ї угорського географа Дьєрдя Еньєді. Навчалася економіці і кінорежисурі в Будапешті і Монпельє. Знімала документальні і короткометражні стрічки. Дебютний повнометражний фільм Моє XX століття (1989) принесло їй світову популярність та Золоту камеру 42-го Каннського міжнародного кінофестивалю.
У 1992 році Еньєді входила до складу журі 42-го Берлінського міжнародного кінофестивалю, очолюваного Анні Жирардо. У 1994 році її фільм «Чарівний стрілець» брав участь в основній конкурсній програмі 62-го Венеційського кінофестивалю. У 2007 році режисерка була членом журі 29-го Московського міжнародного кінофестивалю.
У 2017 році стрічка Ільдіко Еньєді «Тіло і душа» входила до головної конкурсної програми 67-го Берлінського міжнародного кінофестивалю та здобула головний фестивальний приз — «Золотого ведмедя», Приз ФІПРЕССІ та Приз екуменічного журі. У 2018 році фільму був номінований на премію «Оскар» Американської кіноакадемії в категорії «Найкращий фільм іноземною мовою».
У 2021 році зрежисувала романтичну драму «Історія моєї дружини», у 2025 році — драму «Безмовний друг», в обох з яких головну жіночу роль зіграла французька акторка Леа Сейду.

## Фільмографія
| Рік  |     | Назва українською    | Оригінальна назва     | Режисер | Сценарист | Продюсер |
| ---- | --- | -------------------- | --------------------- | ------- | --------- | -------- |
| 1989 |     | Моє ХХ століття      | Az én XX. századom    | Так     | Так       |          |
| 1994 |     | Чарівний стрілець    | Büvös vadász          | Так     | Так       |          |
| 1997 |     | Тамаш і Юлі          | Tamás és Juli         | Так     | Так       |          |
| 1999 |     | Симон Волхв          | Simon mágus           | Так     | Так       | Так      |
| 2003 | к/м | З Європи в Європу    | Európából Európába    | Так     |           |          |
| 2008 | к/м | Перше кохання        | Elsö szerelem         | Так     | Так       |          |
| 2017 |     | Тіло і душа          | A Teströl és Lélekröl | Так     | Так       |          |
| 2021 |     | Історія моєї дружини | A feleségem története | Так     | Так       |          |
| 2025 |     | Безмовний друг       | Silent Friend         | Так     | Так       |          |

## Визнання
| Рік                                    | Категорія                               | Фільм             | Результат |
| -------------------------------------- | --------------------------------------- | ----------------- | --------- |
| Каннський міжнародний кінофестиваль    |                                         |                   |           |
| 1989                                   | Золота камера                           | Ільдіко Еньєді    | Перемога  |
| Венеційський міжнародний кінофестиваль |                                         |                   |           |
| 1994                                   | Золотий лев                             | Чарівний стрілець | Номінація |
| Міжнародний кінофестиваль у Локарно    |                                         |                   |           |
| 1999                                   | Золотий леопард                         | Симон Волхв       | Номінація |
| 1999                                   | Приз «Дон Кіхот» — Спеціальна згадка    | Симон Волхв       | Перемога  |
| Кінофестиваль в Маямі                  |                                         |                   |           |
| 2009                                   | Гран-прі журі за короткометражний фільм | Перше кохання     | Перемога  |
| Берлінський міжнародний кінофестиваль  |                                         |                   |           |
| 2017                                   | Золотий ведмідь                         | Тіло і душа       | Перемога  |
| Премія Європейської кіноакадемії       |                                         |                   |           |
| 2017                                   | Найкращий європейський фільм            | Тіло і душа       | Номінація |
| 2017                                   | Найкращий режисер                       | Тіло і душа       | Номінація |
| 2017                                   | Найкращий сценарист                     | Тіло і душа       | Номінація |
| Премія «Оскар»                         |                                         |                   |           |
| 2018                                   | Найкращий фільм іноземною мовою         | Тіло і душа       | Номінація |